# SU-76
SU-76 – działo samobieżne produkcji radzieckiej z okresu II wojny światowej najczęściej używane w roli niszczyciela czołgów.

## Historia
Działo samobieżne SU-76 powstało na bazie przedłużonego podwozia czołgu T-70. Było bardzo proste w produkcji. W czasie II wojny światowej było drugim co do liczby wyprodukowanych egzemplarzy pojazdem opancerzonym Armii Czerwonej.
Cieszyło się dużą popularnością wśród żołnierzy, którzy nadali mu pieszczotliwe przezwisko „suczka” (W odróżnieniu od „suki” – „dorosłego” działa pancernego SU-85). Innym pseudonimem, który powstał po bitwie na łuku kurskim, był „gołodupny Ferdynand”, co było odniesieniem do cienkiego pancerza i podobieństwa do niemieckiego działa Ferdinand.

## Warianty
- OSU-76 – eksperymentalna konstrukcja oparta na podwoziu czołgu T-70
- SU-76 (oznaczenie fabryczne – SU-12) – pierwszy model produkcyjny z przedłużonym i poszerzonym podwoziem T-70, dwoma silnikami z osobnymi skrzyniami biegów ulokowanymi symetrycznie po bokach kadłuba. Przedział bojowy zamknięty od góry dachem, który jednak trzeba było demontować ze względu na niewystarczającą wentylację, prowadzącą w walce do zatrucia załogi dymem. Ze względu na niesynchroniczną pracę silników powodującą drgania rezonansowe wału napędowego wersja ta trapiona była permanentnymi awariami transmisji – wału i skrzyń przekładniowych. Proste wzmocnienie transmisji, które podjęto jako środek zaradczy, paradoksalnie jeszcze sytuację pogorszyło. Produkowany w latach 1942–1943. Wyprodukowano 560 egzemplarzy.
- SU-76M (SU-12M) – wersja SU-12 zmodyfikowana doraźnie w celu likwidacji wspomnianych drgań, co osiągnięto przez amortyzację łóż silników i wprowadzenie sprężystych przegubów na wałach. Osiągnęła ona zadowalający stopień niezawodności.
- SU-76M (SU-15) – trzeci, najbardziej masowo wytwarzany model, eliminujący wady poprzednich wersji – z oboma silnikami zblokowanymi szeregowo po prawej stronie kadłuba i jedną skrzynią biegów. Produkowany od 1943 do listopada 1945.

## Służba
Podstawowym przeznaczeniem SU-76 miała być rola niszczyciela czołgów, ale okazało się ono także bardzo przydatne jako działo samobieżne używane do wsparcia piechoty. Cienkie opancerzenie czyniło go jednak łatwym celem dla czołgów i artylerii przeciwpancernej. Jak na swoją wielkość był to pojazd bardzo lekki, co w połączeniu z szerokimi gąsienicami dawało mu dobrą ruchliwość i zwrotność.
Działa SU-76 pozostawały w uzbrojeniu Armii Radzieckiej do początku lat 60. XX w.

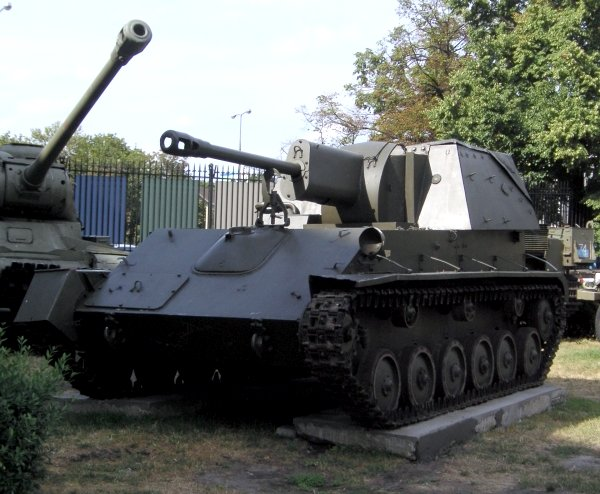
SU-76M z Muzeum Wojska Polskiego w Warszawie

Działa samobieżne SU-76 stały się jednym z podstawowych dział artylerii samobieżnej ludowego Wojska Polskiego w czasie II wojny światowej. Wojsko Polskie było w tym czasie jedynym, obok Armii Sowieckiej, użytkownikiem tego sprzętu.
Pierwsze pojazdy zostały skierowane w czerwcu 1944 roku do nowo utworzonych samodzielnych dywizjonów artylerii samobieżnej. Sformowano 1, 2, 3, i 4 dywizjon. Były one przeznaczone dla dywizji piechoty 1 Armii WP. Razem 52 pojazdy po 13 sztuk w każdym dywizjonie. Kolejne 52 działa skierowano dopiero w lutym 1945 do już sformowanych dywizjonów dla 2 Armii WP. Były to 6, 10, 11 i 12 dywizjon. Działa SU-76 znalazła się również na uzbrojeniu 27 pułku artylerii samobieżnej w liczbie 21 sztuk. Kolejnych planowanych pułków o numeracji 49, 51, 52 już nie sformowano.
Pojazdy były również na wyposażeniu jednostek szkoleniowych – 2 sztuki w Oficerskiej Szkole Broni Pancernej i 3 sztuki w 3 Szkolnym Pułku Czołgów. Razem do końca wojny przekazano Wojsku Polskiemu 130 pojazdów. W dniu 16 lipca 1945 w służbie pozostawało 67 dział.
W okresie powojennym zakupiono znaczną liczbę tych pojazdów. W uzbrojeniu LWP pozostawały one do końca lat 50. XX w. Następnie zostały przekazane do oddziałów KBW (Korpus Bezpieczeństwa Wewnętrznego) podlegających Ministerstwu Spraw Wewnętrznych. Były tam wykorzystywane zarówno w swojej pierwotnej postaci, jak i w roli transporterów opancerzonych (ze zdemontowaną armatą i zainstalowanym wkm-em). Używano ich również w roli ciągników pancernych.
W roku 1966 LWP ponownie przejęło 221 egzemplarzy SU-76. W tym 127 szt. w wersji podstawowej, 79 szt. przebudowanych na transportery opancerzone oraz 15 ciągników pancernych. Część pojazdów przeznaczono do kasacji, natomiast pozostałe 146 egzemplarzy (83 działa pancerne i 63 transportery i ciągniki) przekazano do Wojsk Obrony Wewnętrznej. Ostatnie partie tych pojazdów wycofano na początku lat 70.
Działa SU-76 weszły na uzbrojenie armii państw Układu Warszawskiego. Wzięły też udział w wielu „powojennych” konfliktach zbrojnych.
Armia Korei Północnej posiadała w chwili wybuchu wojny koreańskiej, 75 pojazdów. Zgrupowane były w dywizjonach przeciwpancernych podporządkowanych dywizjom piechoty. 308 Dywizjon Artylerii Samobieżnej znajdował się w składzie 105 Brygady Pancernej. Niewiele koreańskich SU-76 przetrwało do końca wojny.
Węgierskie działa samobieżne SU-76, wzięły udział w walkach z armią sowiecką w październiku i listopadzie 1956. Pojazdy te znajdowały się również po stronie przeciwnika – w uzbrojeniu pacyfikujących Węgry oddziałów sowieckich.
Jeszcze w końcu lat 80 XX w., pojazdy te znajdowały się w uzbrojeniu wojsk Albanii, Rumunii, Jugosławii, Korei Północnej i Wietnamu.

## Egzemplarze muzealne
- Muzeum Oręża Polskiego w Kołobrzegu – SU-76
- Muzeum Broni Pancernej w Poznaniu – SU-76M
- Muzeum Wojska Polskiego w Warszawie
  - Wystawa plenerowa przed budynkiem głównym – SU-76M o numerze taktycznym 203, o numerze seryjnym 403062
  - Muzeum Polskiej Techniki Wojskowej – SU-76M o numerze taktycznym 207